# Colin (tên riêng)
Colin (đôi khi được phiên âm là Collin) là một tên riêng của nam giới. Colin thường được phát âm là /ˈkɒlɪn/ (KO-lin), mặc dù một vài trường hơp (chủ yếu ở Mỹ) phát âm là /ˈkoʊlɪn/ (KOH-lin).
Giống như nhiều tên riêng khác, nó có một số nguồn gốc, bao gồm:
- một dạng Anh hoá của tên gọi "Cailean" hoặc "Coileáin", nghĩa là "cún con" (whelp, young pup), "con thú nhỏ" (cub) trong các ngôn ngữ Gael;
- một dạng viết gọn (diminutive) của Nicolas (trước thế kỷ 17 ở Anh, hầu hết biệt danh của nó có hậu tố rút gọn "in" hoặc "Kin", ở đó phần kết thúc được gắn với âm tiết đầu tiên, một số còn lại như Robin (Rob-in, từ Robert), Hank (Hen-Kin từ Henry), Jack (Jan-kin từ John), và Colin (Col-in từ Nicolas));
- một dạng viết gọn của "Colle", một dạng tiếng Pháp ngắn của Nicholas (tiếng Hy Lạp), nghĩa là "người chiến thắng" (victorious people);
- một dạng phát triển của tên "Koli" trong tiếng Bắc Âu, nghĩa là "bóng tối", một tên họ trong tiếng Anh trung cổ được đặt cho những người sống trên những vùng đất còn tranh chấp quyền sở hữu;

Ở Anh và Ireland, tên được phiên âm với một chữ "L", Colin; tại Mỹ, đôi khi nó được phiên âm với hai chữ, Collin. Nó xếp thứ 319 trong số những tên gọi phổ biến nhất ở Anh và Wales vào năm 1996 và xếp thứ 684 vào năm 2014. Tên gọi này tương đối phổ biến ở Mỹ, nó từng lọt vào top 100 tên cho bé trai ở Mỹ vào năm 2005. In Scotland it ranked 302 in 2014, nhưng ở Ireland tên gọi này phổ biến hơn, xếp thứ 88 năm 2006. Collin đang dần trở nên phổ biến ở Mỹ, đứng trong top 100 tên cho bé trai trong ba năm liền cho đến năm 2005, trong khi độ phổ biến của Colin giảm nhẹ. Tổng cộng, cả hai đạt tỉ lệ khoảng 1 trên 300 bé trai có tên như vậy ở Mỹ năm 2005.

## Những người sở hữu tên
Colin có thể đề cập tới một số con người nổi bật:

### A–E
- Colin Baker, diễn viên người Anh
- Colin Bean, diễn viên người Anh
- Colin Bell, cầu thủ bóng đá người Anh thi đấu cho Manchester City
- Colin Bland, tuyển thủ cricket Nam Phi
- Colin Blunstone, ca sĩ của The Zombies
- Colin Braun, tay đua ô tô người Mỹ
- Colin Burgess (nhạc sĩ) (sinh 1946), nhạc sĩ người Úc
- Colin C. Berry, diễn viên người Canada
- Colin Calderwood, cầu thủ, huấn luyện viên và quản lý người Scotland
- Sir Colin Campbell (mất 1296), chiến binh người Scotland và là tổ tiên của Gia tộc Campbell (Clan Campbell)
- Colin Campbell Cooper, họa sĩ trường phái Ấn tượng người Mỹ
- Colin Campbell Mitchell, Sĩ quan quân đội Anh và chính trị gia
- Colin Campbell, Bá tước Clyde đệ nhất, (1792–1863), quân nhân Scotland
  - Xem thêm Colin Campbell (định hướng) cho những người có cùng tên
- Colin Chapman, người sáng lập Lotus Cars
- Colin Clark (định hướng)
- Colin Clive, diễn viên người Anh
- Colin Coates (born 1946), tay đua trượt băng người Úc
- Colin Cowdrey, tuyển thủ cricket người Anh
- Colin Cowherd, nhân vật trong ngành phát thanh thể thao người Mỹ
- Colin Croft, tuyển thủ cricket Tây Ấn
- Colin Cunningham (vận động viên bơi lội), vận động viên bơi lội người Anh
- Colin Cunningham, diễn viên điện ảnh và phim truyền hình người Mỹ
- Colin Davis, nhạc trưởng người Anh
- Colin Delaney, đô vật chuyên nghiệp người Mỹ
- Colin Edwards, tay đua mô tô người Mỹ
- Colin Egglesfield, diễn viên người Mỹ
- Colin Emerle, nhạc sĩ người Mỹ

### F–M
- Colin Falvey, cầu thủ bóng đá Ireland gốc Libya
- Colin Farrell, diễn viên người Ireland
- Colin Ferguson (diễn viên), diễn viên người Canada
- Colin Ferguson (kẻ giết người hàng loạt), kẻ giết người hàng loạt người Mỹ
- Colin Firth (born 1960), diễn viên người Anh
- Colin Fox (diễn viên), diễn viên người Canada
- Colin Greening, tuyển thủ hockey chuyên nghiệp người Canada
- Colin Greenwood, bassist của ban nhạc rock Radiohead
- Colin Griffiths, diễn viên hài
- Colin Hanks, diễn viên người Mỹ
- Colin Hay (sinh 1953), ca sĩ chính người Úc gốc Scotland của Men at Work
- Colin Hendry (sinh 1965), cầu thủ bóng đá người Scotland
- Colin Huggins (sinh 1978), nghệ sĩ piano cổ điển và nghệ sĩ đường phố người Mỹ
- Cuilén mac Ildulb (mất 971), Vua của người Scot
- Colin Jackson, tuyển thủ chạy vượt rào người Wales
- Colin Jost, diễn viên hài, nhà biên kịch và diễn viên truyền hình người Mỹ
- Colin Kaepernick, cầu thủ bóng bầu dục NFL người Mỹ
- Colin Kelly, phi công người Mỹ và anh hùng chiến tranh của Thế chiến thứ hai
- Colin Lane (sinh 1965), diễn viên hài người Úc
- Colin Maclaurin, nhà toán học người Scotland
- Colin Mathura-Jeffree, diễn viên/người mẫu/người nổi tiếng người New Zealand
- Colin McAllister, nhà thiết kế nội thất và người dẫn chương trình truyền hình người Scotland
- Colin McComb, nhà thiết kế game người Mỹ
- Colin McGinn, nhà triết học người Anh
- Colin McRae (1968–2007), tay đua ô tô người Scotland
- Colin Meads, cầu thủ bóng bầu dục rugby union người New Zealand
- Colin Meloy, guitarist và ca sĩ người Mỹ của The Decemberists
- Colin Mochrie, diễn viên điện ảnh/diễn viên kịch ứng tác người Canada gốc Scotland
- Colin Montgomerie, tuyển thủ golf người Scotland
- Colin Morgan, diễn viên người Ireland
- Colin Moulding, bassist và ca sĩ của ban nhạc XTC
- Colin Murray, radio DJ và người dẫn chương trình người Anh

### N–Z
- Colin Needham, người sáng lập Internet Movie Database
- Colin Newman, ca sĩ và guitarist của ban nhạc Wire
- Colin O'Donoghue, diễn viên người Ireland
- Colin Pillinger, nhà nghiên cứu khoa học hành tinh người Anh
- Colin Powell, cựu Ngoại trưởng Mỹ
- Colin Quinn, diễn viên hài người Mỹ
- Colin Raston, nhà hoá học người Úc và từng đoạt giải Ig Nobel
- Colin Reitz, vận động viên chạy đường dài người Anh
- Colin Richardson, nhà sản xuất âm nhạc
- Colin Slade, cầu thủ bóng bầu dục rugby union người New Zealand
- Colin Stagg, người đàn ông bị bỏ tù nhầm trong vụ án giết Rachel Nickell
- Colin Touchin, nhạc sĩ và nhạc trưởng người Anh
- Colin Turnbull, nhà xã hội học và tác giả sách
- Colin Vearncombe, ca sĩ với nghệ danh Black
- Colin Ward, nhà văn theo chủ nghĩa vô chính phủ
- Colin Welland, diễn viên và nhà biên kịch người Anh
- Colin Wilson, nhà văn người Anh
  - Xem thêm Colin Wilson (định hướng) cho những người có cùng tên
- Colin Winter, giám mục

## Trong văn học
- Colin Creevey, nhân vật hư cấu trong loạt truyện Harry Potter
- Colin Craven, nhân vật hư cấu trong The Secret Garden của Frances Hodgson Burnett
- Colin Clout, hình tượng nhân vật dân gian hư cấu trong thi ca, xuất hiện lần đầu trong các tác phẩm của John Skelton và sau đó là nhiều tác phẩm của Edmund Spenser, bao gồm tác phẩm thơ quan trọng đầu tiên của ông là The Shepheardes Calender